# Stevie Salas

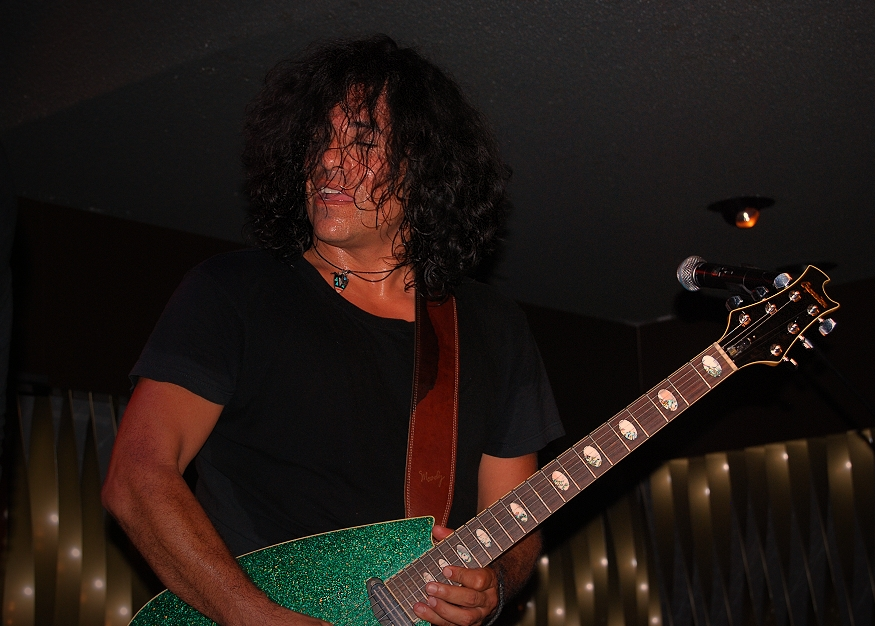
Salas im BIX in Stuttgart

Stevie Salas (* 17. November 1962) ist ein US-amerikanischer Gitarrist, der bei vielen bekannten Musikern spielte, wie z. B. Rod Stewart, Mick Jagger, George Clinton, Bootsy Collins, T. M. Stevens, Sass Jordan, Ronald Shannon Jackson und Justin Timberlake. Seit 1990 ist er jedoch auch ein Solo-Künstler, Musikdirektor bei „American Idol“ und hat seine eigene App „Rockstar Solos“. 2007 brachte er seine erste Best-of Platte The sun and the earth heraus, die seine bisherige Solo-Karriere wiedergibt.
Stevie Salas, ein Mescalero-Apache, lebt in Carlsbad, Kalifornien, wo er auch aufwuchs.
Im September 2014 veröffentlichte Stevie Salas sein Buch When we were the boys, in dem er über seinen Einstieg und Aufstieg in die Welt der Rockmusik erzählt.

## Equipment
Salas spielt sehr oft bei seinen Konzerten eine grüne Caparison Custom made. Gelegentlich spielt er auch Gitarren von Billytone, G&L, Italia Guitars oder FGN Guitars. Er benutzt Verstärker von Hayden und Marshall. Als Verzerrer benutzt er die Modelle MXR Distortion III und MXR GT-OD. 
Im Jahr 2014 kam das Modell „Idolmaker“ des deutschen Herstellers Framus auf den Markt, das in enger Zusammenarbeit mit Salas entstanden ist. Eine Version des Modells trägt seinen Namen.

## Diskografie
Salas brachte 18 Solo-Alben heraus:
- 1990: Stevie Salas Colorcode
- 1991: Stuff EP
- 1992: Bootleg Like A Mug (Live in Japan)
- 1993: The Electric Pow Wow
- 1994: Back From The Living
- 1995: All That...And Born To Mack (Live in Japan)
- 1996: Anthology Of Stevie Salas Colorcode 1987–1994
- 1996: Alter Native
- 1996: Alter Native EP
- 1997: Alter Native Gold
- 1997: Le Bootleg (Live in Paris)
- 1997: Seoul Power
- 1998: Viva La Noise
- 1998: The Sometimes Almost Never Was
- 1999: Sol Power
- 2001: Shapeshifter – The Rise and Fall of Stevie No Wonder
- 2004: The Soulblasters of the Universe
- 2004: The Soulblasters of the Universe – Cosmic Flutie A Mixtape for the Underdog
- 2006: Be What It Is
- 2007: The Sun and the Earth
- 2009: Set It on Blast!!
- 2010: The Best of the IMF's (ft. Bernard Fowler)
- 2010: Jam Power

## Kollaborationen

### Hardware
(Stevie Salas, Buddy Miles & Bootsy Collins)
- 1992: Third Eye Open

### Nicklebag
(Stevie Salas & Bernard Fowler)
- 1995: 12 Hits and a Bump
- 1997: Mas Feedback

### Inaba/Salas
(Stevie Salas & Koshi Inaba)
- 2017: Chubby Groove
- 2020: Maximum Huavo

### Matney
(Stevie Salas & Mike Matney)
- 2024: The Redneck and The Red Man